# Dunkerstrom

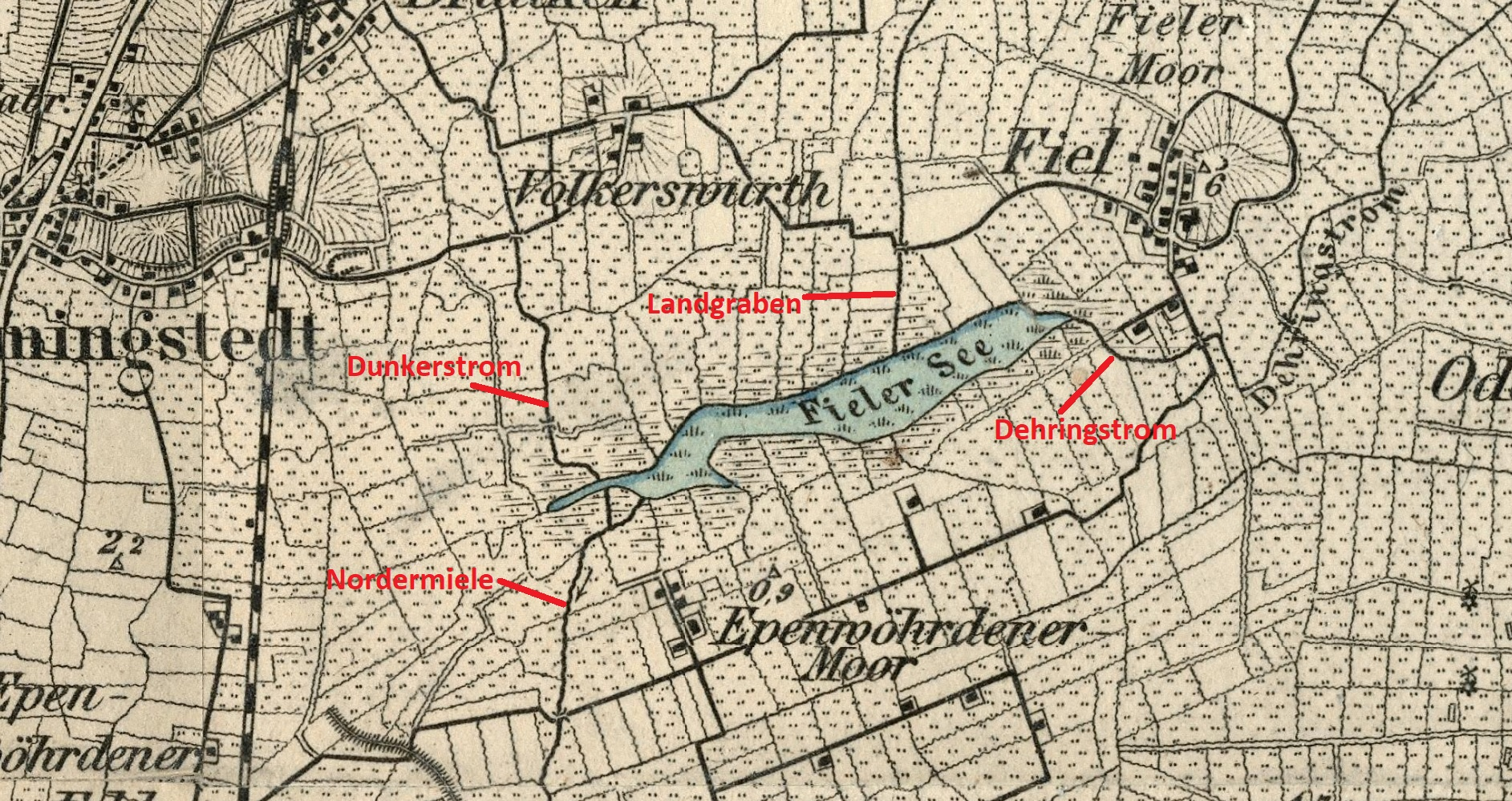
Bild 1ː Zu- und Abflüsse im Fieler See um 1893

Der Dunkerstrom (Gewässernummer 0508) ist ein Fluss in Dithmarschen in Schleswig-Holstein. Er beginnt seinen Lauf als Überlauf eines Regenrückhaltebeckens südlich des Fritz-Tiedemann-Rings in der Stadt Heide. Er fließt Richtung Süden, unterquert die Bundesautobahn A 23 und mündet am Westende des Naturschutzgebietes Ehemaliger Fieler See in die Nordermiele, siehe auch Karte 1. Die Flusslänge beträgt 6,56 Kilometer. Der Fieler See war um 1893 noch eine offene Wasserfläche und wurde erst später trockengelegt, siehe Bild 1.

## Ökologie
Der Dunkerstrom ist Teil des Wasserkörpers „Landgraben/Dunkerstrom“ mit der Kennung DERW_DESH_MI_02. Er wird vom Gewässertyp her als „Kleine Niederungsfließgewässer in Fluss- und Stromtälern (LAWA-Typcode: 19)“ eingestuft. Er gilt nach § 28 Wasserhaushaltsgesetz (WHG) als „erheblich verändert“. Sein ökologisches Potenzial wird als „mäßig“ und sein chemischer Zustand als „nicht gut“ eingestuft. Letzterer wird damit begründet, dass die Grenzwerte der Umweltqualitätsnormen (UQN) bezüglich Bromierter Diphenylether (BDE), Quecksilber, Quecksilberverbindungen und den Herbiziden Terbutryn und Nicosulfuron überschritten werden.
Bis zum Jahre 2028 muss gemäß WRRL für alle Gewässer in der Europäischen Union ein „guter“ ökologischer und chemischer Zustand erreicht werden.